# Vetor distância
Cada roteador mantém uma tabela (ou vetor) que fornece a melhor distância conhecida até cada destino; as tabelas são atualizadas através de troca de mensagens com seus roteadores vizinhos.
Pode-se representar essa rede usando um grafo  em que os nós correspondem aos roteadores e uma aresta entre v e w existe se os dois roteadores estiverem conectados diretamente por um link. O custo da aresta representa o atraso no link (v,w); o menor caminho é aquele que minimiza o atraso entre uma fonte s e um destino t. Para isso, podemos usar o algoritmo de Bellman-Ford, já que ele utiliza apenas conhecimentos locais dos nós vizinhos - suponha que o nó v mantém seu valor de menor distância a t igual a M[v]; então, para atualizar esse valor, v só precisa obter o valor de M[w] de cada vizinho w e computar min (P(v,w)+M[w]) baseado nas informações obtidas, onde P(v,w) é o atraso do link entre v e w. 
Entretanto, esse algoritmo pode ser melhorado de forma que se torna melhor para aplicar a roteadores e, ao mesmo tempo, um algoritmo mais rápido, na prática . Em cada iteração i, cada nó v tinha que entrar em contato com cada vizinho w e "puxar" o novo valor M[w] ("pull-based implementation") . Se um nó w não mudou seu valor, então não há necessidade de v pegar o valor M[w] novamente; porém, pelo algoritmo de Bellman-Ford, não tem como v saber isso e ele "puxará" esse valor de qualquer maneira .
Esse desperdício sugere uma "Push-based implementation", onde o valor é apenas transmitido quando sofre alguma mudança. Ou seja, cada nó w cujo valor da distância é alterado em alguma iteração informa seu novo valor a todos os vizinhos na próxima iteração ; isso permite que os vizinhos atualizem seus valores de acordo com a mudança que w sofreu. Se M[w] não mudou, então os vizinhos de w já tem o seu valor e não há necessidade de informá-los de novo. Essa mudança leva à poupança no tempo que o algoritmo leva para rodar, já que nem todos os valores tem que ser atualizados a cada iteração . Logo, o algoritmo deve terminar mais cedo, se nenhum valor mudar durante uma iteração. 
O código em Python seria:
```
PushBasedShortestPath
(
G
,
s
,
t
):
  
#G é a matriz de adjacência com peso

    
n
=
len
(
G
)
                              
#infinito em (i,j) quando não tem 

    
M
=
[]
                                    
#aresta entre os nós i e j

    
for
 
node
 
in
 
range
(
n
):

        
M
.
append
(
float
(
"inf"
))

    
M
[
t
]
=
0
  
    
first
=
range
(
n
)

    
for
 
i
 
in
 
range
(
1
,
n
,
1
):

        
teste
=
copy
.
deepcopy
(
M
)

        
for
 
node
 
in
 
range
(
n
):

            
aux
=
map
(
sum
,
zip
(
M
,
G
[
node
]))

            
if
 
M
[
node
]
>
min
(
aux
):

                
for
 
node1
 
in
 
range
(
n
):

                    
for
 
node2
 
in
 
range
(
n
):

                        
M
[
node1
]
=
min
(
M
[
node1
],
G
[
node1
][
node2
]
+
M
[
node2
])

                        
if
 
M
[
node1
]
>
(
G
[
node1
][
node2
]
+
M
[
node2
]):

                            
first
[
node1
]
=
node2

        
print
 
M

        
if
 
M
==
teste
:

            
break

    
return
 
M
[
s
]

```

## Veja Também
- Algoritmo de Bellman-Ford
- Roteamento em redes